# The Cage (Elton John)
The Cage è una canzone scritta ed interpretato dall'artista britannico Elton John; il testo è di Bernie Taupin.

## Il brano
Proviene dall'album omonimo dell'artista del 1970. A differenza di altri brani dell'album, è decisamente ritmato e aggressivo, pur conservando la cupezza degli arrangiamenti e un testo criptico (pare che tra l'altro, all'epoca, Bernie si sentisse  come rinchiuso in una gabbia, e abbia cercato di 'evadere' in maniera letteraria. Anche singoli quali, per esempio, Bad Side of the Moon trattano lo stesso argomento). La canzone, oltre a mettere in evidenza le percussioni e il sintetizzatore, mostra l'incredibile abilità vocale di Elton, che per tutto il brano raggiunge in falsetto note altissime e quasi inarrivabili (forse un motivo del perché la canzone non è mai stata eseguita live). Di The Cage esiste anche una versione demo, pubblicata nel 1994 sulla raccolta The Unsurpassed Dick James Demos.